# Mercedes-Benz W223
Mercedes-Benz W223 — седьмое поколение флагманской серии представительских автомобилей S-класса немецкой марки Mercedes-Benz, выпускающееся с 2020 года. Пришло на смену модели W222 и базируется на втором поколении фирменной модульной платформы MRA. Презентация серии состоялась 2 сентября 2020 года. Продажи в России стартовали в декабре 2020 года.

## История
До финальной презентации автомобиля немецкий концерн Daimler AG летом 2020 года рассекретил технологические новшества в лице мультимедийной системы MBUX, особенностей шасси и систем безопасности, а также новых устройствах, повышающих комфорт в салоне. Премьера седьмого поколения S-класса состоялась в сентябре 2020 года. Тогда дебютировал седан, который представили только в двух версиях — со стандартной и увеличенной колёсными базами. Модель 223 серии стала первой, которую начали выпускать на новом заводе Factory 56 в Зиндельфингене. 
В Германии новый S-класс стал доступен для заказа в середине сентября 2020 года с доставкой к дилерам в декабре. Рыночный дебют в США и Китае состоится в феврале 2021 года. На старте продаж в Европе седан будет доступен в пяти модификациях с рядными трёхлитровыми бензиновыми (M256) и дизельными (OM656) двигателями. В России продажи стартовали в декабре 2020 года. Покупателям предлагались только шестицилиндровые полноприводные версии S350 d 4MATIC и S450 4MATIC. В стандартную комплектацию для российского рынка вошли светодиодная оптика, пневматическая подвеска, литые 19-дюймовые колёсные диски с шинами Run Flat, центральный дисплей на органических светодиодах диагональю 12,8 дюйма, цифровая приборная панель на 12,3 дюйма, четырёхзонный климат-контроль, отделка натуральным деревом, а также сервопривод крышки багажника. Все автомобили комплектуются девятиступенчатой АКП 9G-Tronic.
19 ноября 2020 года немецкий концерн презентовал модификацию Mercedes-Maybach (заводской индекс Z223) длинною 5469 мм и с колёсной базой в 3396 мм. По традиции в моторную гамму автомобиля будет добавлен 6-литровый битурбированный двигатель в конфигурации V12. В продажу автомобиль поступит летом 2021 года.
Автомобиль на платформе 223 доступен в трёх вариантах кузова (все седан): укороченная колёсная база или SWB (W 223), удлинённая колёсная база или LWB (V 223) и Mercedes-Maybach (Z 223).

## Описание
Автомобиль 223 серии построен на новой версии (второе поколение) модульной платформы MRA классической компоновки. Одна из её главных особенностей — расширенное применение унифицированных узлов и компонентов. Кузов автомобиля более чем на 50 % выполненный из алюминиевого сплава. Модель со стандартной колёсной базой увеличилась в длину в сравнении с предшественником на 54 мм (до 5179 мм), с удлинённой — на 34 мм (до 5289 мм). Расстояние между осями выросло на 71 мм (до 3106 мм) и 51 мм соответственно (до 3216 мм). Объём багажного отделения в обоих вариантах увеличился на 20 литров (до 550 литров). Модификация Mercedes-Maybach внешне отличается от исходного S-класса иной решёткой радиатора, дополнительными шильдиками, оригинальными колёсными дисками, а также набором базовых и дополнительных опций (так, например, утопленные в кузов ручки входят в базовое оснащение, а на заказ доступна отличительная двухцветная окраска кузова).
В стандартную комплектацию автомобиля вошла пневматическая подвеска, на заказ доступна активная гидропневматическая подвеска E-Active Body Control, которая работает от 48-вольтовой электросистемы и способна подстраивать параметры амортизаторов на каждом колесе по отдельности, а также приподнимать кузов на 8 сантиметров при угрозе бокового удара. На заказ также доступно полноуправляемое шасси, в котором задние колёса на малых скоростях поворачиваются на угол до 10 градусов в сторону, противоположную передним, и до 4,5 градуса (на высоких скоростях) в одну сторону с передними. По умолчанию S-класс 223 серии оснащается светодиодной головной оптикой, однако на заказ доступна более умная система Digital Light с 1,3 миллиона подвижных микрозеркал в каждой фаре, которые способны менять форму светового пучка и проецировать на дорогу предупреждающие символы и вспомогательную маркировку. Впервые для S-класса появился выбор дверных ручек: классические или утопленные в кузов.
В интерьере автомобиля выделяются портретно-ориентированный центральный OLED экран диагональю 12,8 дюйма, а также цифровая приборная панель диагональю 12,3 дюйма. Изменения претерпела и контурная подсветка, которая стала ярче и получила функцию анимации, которая может предупреждать водителя и пассажиров об опасности перестроения или выступать в роли индикатора настроек климат-контроля. Новое поколение интерфейса MBUX получило улучшенное голосовое управление и увеличенную на 50 % вычислительной мощность.
Новый S-класс дебютировал в нескольких модификациях с рядными шестицилиндровыми моторами — дизельными S350 d и S400 d, а также бензиновыми S450 и S500. Впоследствии моторную гамму должны пополнить двигателем V8, а также запланирован выпуск подзаряжаемого гибрида.

### Двигатели

#### Бензиновые
| Модель                           | S 450 4MATIC                                                 | S 500 4MATIC                                            | S 580 4MATIC                                            | Maybach S 580 4MATIC                                    | Maybach S 680 4MATIC                     |          |
| Годы выпуска                     | с 12/2020                                                    | с 12/2020                                               | с 05/2021                                               | с 05/2021                                               | с 05/2021                                |          |
| Силовой агрегат                  |                                                              |                                                         |                                                         |                                                         |                                          |          |
| Двигатель*                       | M256 E30 DEH LA                                              | M256 E30 DEH LA G                                       | M176                                                    | M176                                                    | M279 E 60 AL                             |          |
| Конфигурация                     | R6 + электромотор                                            | R6 + электромотор                                       | V8 + электромотор                                       | V8 + электромотор                                       | V12                                      |          |
| Система питания                  | прямой впрыск                                                | прямой впрыск                                           | прямой впрыск                                           | прямой впрыск                                           | прямой впрыск                            |          |
| Оснащение                        | турбина + электрический компрессор                           | турбина + электрический компрессор                      | битурбо                                                 | битурбо                                                 | битурбо                                  |          |
| Рабочий объём                    | 2999 см3                                                     | 2999 см3                                                | 3982 см3                                                | 3982 см3                                                | 5980 см3                                 | 5980 см3 |
| Максимальная мощность            | 270 кВт + 16 кВт (367 л. с. + 22 л. с.) при 5500–6100 об/мин | 320 кВт + 16 кВт (435 л. с. + 22 л. с.) при 6100 об/мин | 360 кВт + 16 кВт (489 л. с. + 22 л. с.) при 5500 об/мин | 360 кВт + 16 кВт (489 л. с. + 22 л. с.) при 5500 об/мин | 450 кВт (612 л. с.) при 5250–5500 об/мин |          |
| Максимальный крутящий момент     | 500 Н·м при 1600–4500 об/мин + 250 Н·м                       | 520 Н·м при 1800–5800 об/мин + 250 Н·м                  | 700 Н·м при 1200–4000 об/мин + 250 Н·м                  | 700 Н·м при 1200–4000 об/мин + 250 Н·м                  | 900 Н·м при 2000–4000 об/мин             |          |
| Ходовая часть                    |                                                              |                                                         |                                                         |                                                         |                                          |          |
| Привод                           | полный привод                                                | полный привод                                           | полный привод                                           | полный привод                                           | полный привод                            |          |
| Трансмиссия                      | 9G-Tronic                                                    | 9G-Tronic                                               | 9G-Tronic                                               | 9G-Tronic                                               | 9G-Tronic                                |          |
| Характеристики                   |                                                              |                                                         |                                                         |                                                         |                                          |          |
| Максимальная скорость            | 250 км/ч                                                     | 250 км/ч                                                | 250 км/ч                                                | 250 км/ч                                                | 250 км/ч                                 |          |
| Скорость разгона 0–100 км/ч      | 5,1 с                                                        | 4,9 с                                                   | 4,5 с                                                   | 4,8 с                                                   | 4,5 с                                    |          |
| Средний расход топлива на 100 км | 7,8–8,3 л Super                                              | 7,8–8,4 л Super                                         | 10,0–10,6 л Super                                       | 10,2–10,9 л Super                                       | 13,3–14,1 л Super Plus                   |          |
| Выбросы CO2                      | 178–191 г/км                                                 | 178–192 г/км                                            | 228–242 г/км                                            | 233–248 г/км                                            | 305–322 г/км                             |          |
| Экологический стандарт           | Euro 6d-ISC-FCM                                              | Euro 6d-ISC-FCM                                         | Euro 6d-ISC-FCM                                         | Euro 6d-ISC-FCM                                         | Euro 6d-ISC-FCM                          |          |

* Расшифровка обозначений двигателей: M = бензиновый двигатель; OM = дизельный двигатель; E = впрыск во впускной коллектор; KE = впрыск во впускной коллектор, компрессорный наддув; DE = прямой впрыск; ML = компрессор; L = охлаждение наддувочного воздуха; A = турбокомпрессор; red. = пониженные характеристики (мощность, рабочий объём); LS = повышенная производительность.

#### Дизельные
| Модель                           | S 350 d                                  | S 350 d 4MATIC                           | S 400 d 4MATIC                           |
| Годы выпуска                     | с 12/2020                                | с 12/2020                                | с 12/2020                                |
| Силовой агрегат                  |                                          |                                          |                                          |
| Двигатель*                       | OM656 D29 R SCR                          | OM656 D29 R SCR                          | OM656 D29 R SCR                          |
| Конфигурация                     | R6                                       | R6                                       | R6                                       |
| Система питания                  | Common-Rail                              | Common-Rail                              | Common-Rail                              |
| Оснащение                        | турбо                                    | турбо                                    | турбо                                    |
| Рабочий объём                    | 2925 см3                                 | 2925 см3                                 | 2925 см3                                 |
| Максимальная мощность            | 210 кВт (286 л. с.) при 3400–4600 об/мин | 210 кВт (286 л. с.) при 3400–4600 об/мин | 243 кВт (330 л. с.) при 3600–4200 об/мин |
| Максимальный крутящий момент     | 600 Н·м при 1200–3200 об/мин             | 600 Н·м при 1200–3200 об/мин             | 700 Н·м при 1200–3200 об/мин             |
| Ходовая часть                    |                                          |                                          |                                          |
| Привод                           | задний привод                            | полный привод                            | полный привод                            |
| Трансмиссия                      | 9G-Tronic                                | 9G-Tronic                                | 9G-Tronic                                |
| Характеристики                   |                                          |                                          |                                          |
| Максимальная скорость            | 250 км/ч                                 | 250 км/ч                                 | 250 км/ч                                 |
| Скорость разгона 0–100 км/ч      | 6,4 с                                    | 6,2 с                                    | 5,4 с                                    |
| Средний расход топлива на 100 км | 6,2–6,7 л (6,2–6,7 л)                    | 6,3–6,8 л (6,4–6,9 л)                    | 6,4–6,9 л (6,5–7,0 л)                    |
| Выбросы CO2                      | 163–173 г/км (163–176 г/км )             | 166–180 г/км (168–183 г/км )             | 169–183 г/км (171–186 г/км )             |
| Экологический стандарт           | Euro 6d-ISC-FCM                          | Euro 6d-ISC-FCM                          | Euro 6d-ISC-FCM                          |

## Награды
Лучший автомобиль 2022 и 2023 годов в "Представительском классе". Россия

## Видеообзоры
НОВЫЙ МЕРСЕДЕС S-КЛАССА W223! Обзор Mercedes-Benz S-Class 2021! Павел Блюденов
Mercedes S-класса V223: подробный тест. AutoreviewRu
Mercedes-Benz S-Class 2021 года - это новый лучший люксовый седан. Doug DeMuro Русская Версия